# Домінік Калверт-Льюїн
Домінік Натаніель Калверт-Льюїн (англ. Dominic Nathaniel Calvert-Lewin; нар. 16 березня 1997, Шеффілд) — англійський футболіст, нападник клубу «Евертон».
Народившись в Шеффілді, він розпочав свою кар'єру в місцевій команді «Шеффілд Юнайтед», де не був основним гравцем і був відданий в оренду в команду Північної конференції «Стейлібрідж Селтік» у грудні 2014 року. Першу половину сезону 2015/16 він провів в оренді в «Нортгемптон Таун» у Другій лізі, а в серпні 2016 року приєднався до «Евертона» за 1,5 млн фунтів стерлінгів. Також Калверт-Льюїн був у складі збірної Англії до 20 років, яка виграла молодіжний чемпіонат світу 2017 року, забивши єдиний гол у фіналі.

## Клубна кар'єра

### Шеффілд Юнайтед
Калверт-Льюїн приєднався до молодіжної академії «Шеффілд Юнайтед» 28 квітня 2005 року, а коли йому було шістнадцять підписав з командою перший юнацький контракт.
4 січня 2014 року вперше потрапив у заявку першої команди на матч з «Астон Віллою» (2:1) у третьому раунді Кубка Англії, але на поле не вийшов.
24 грудня 2014 року Калверт-Льюїн був відданий в оренду команді Північної конференції «Стейлібрідж Селтік». Через два дні він відзначився дублем у своєму дебютному матчі проти «Гайд Юнайтед» (4:2) і знову забив їм у матчі-відповіді 1 січня (7:1). На початку лютого 2015 року Калверт-Льюїн повернувся до рідного клубу, забивши за час оренди шість разів за п'ять матчів.
На початку квітня 2015 року він підписав нову довгострокову угоду з клубом, яка залишала його на «Бремолл Лейн» до літа 2018 року. Калверт-Льюїн дебютував у рідній команді 25 квітня 2015 року в гостьовому матчі Першої ліги проти «Лейтон Орієнта» (1:1), вийшовши на заміну на 66-й хвилині. Наприкінці сезону 2014/15 він зіграв ще два матчі за клуб. У передсезонному турне клубу напередодні сезону 2015/16 років Калверт-Льюїн забив гол у товариському поєдинку, здобувши перемогу над «Ілкестоном» 9 липня 1:0. Після матчу менеджер Найджел Адкінс натякнув, що Калверт-Льюїн заробив собі шанс на першу команду в новому сезоні.
7 серпня 2015 року Калверт-Льюїн приєднався до команди Другої ліги «Нортгемптон Таун» в оренду до січня. Він дебютував через чотири дні, забивши в домашньому матчі проти «Блекпула» (3:0) у першому турі Кубка Ліги. Незважаючи на бажання продовжити оренду, цього не відбулося і у січні він покинув команду. На той час, коли він пішов, він зіграв 26 матчів і забив вісім голів у всіх змаганнях.
Після закінчення строку оренди в «Нортгемптон-Тауні» в січні 2016 року Калверт-Льюїн повернувся до першої команди «Шеффілд Юнайтед» і вперше зіграв 13 лютого в матчі проти «Донкастер Роверз» (1:0). і загалом зіграв дев'ять матчів за команду в сезоні 2015/16.
Напередодні сезону 2016/17 команду очолив Кріс Вайлдер, який до цього тренував «Нортгемптон-Таун» і був знайомий з можливостями Домініка, що розширювало його можливості. Втім під керівництвом цього тренера Калверт-Льюїн у сезоні 2016/17 зіграв лише один матч, проти «Крю Александри» (1:2) у Кубку ліги.

### Евертон

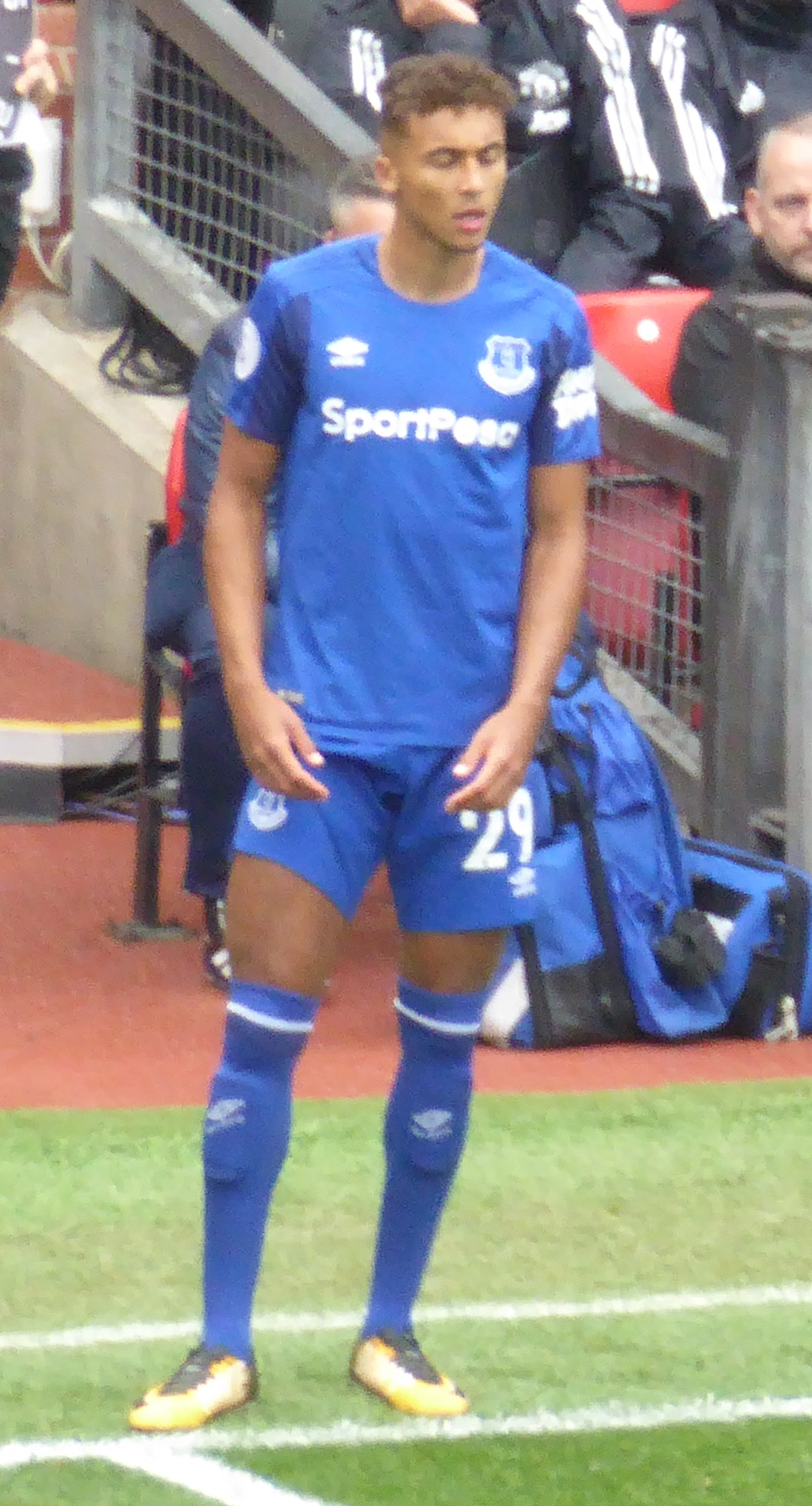
Калверт-Льюїн у складі «Евертона» у 2017 році

Незабаром після цього, 31 серпня 2016 року Калверт-Льюїн підписав контракт з «Евертоном», який заплатив за гравця £ 1,5 млн Пізніше він задумався про цей крок як «просто занадто хороший, щоб чинити опір».
Дебютував за «ірисок», вийшовши на заміну у матчі зі столичним «Арсеналом» (2:1) 13 грудня 2016 року. Пропустивши два місяці через травму щиколотки, Калверт-Льюїн забив свій перший гол за «Евертон» у матчі Прем'єр-ліги проти «Галл Сіті» (4:0) 18 березня 2017 року. 3 травня 2017 року він підписав новий п'ятирічний контракт з клубом до 2022 року. Загалом за дебютний сезон 2016/17 він провів одинадцять матчів і забив один гол у всіх змаганнях.
Після вдалого виступу на молодіжному чемпіонаті світу BBC Sport очікував, що Калверт-Льюїн зробить прорив у команді в новому сезоні 2017/18. Калверт-Льюїн забив за «Евертон» у третьому кваліфікаційному раунді Ліги Європи у матчі проти словацького «Ружомберока» 3 серпня 2017 року, а наступного місяця зробив перший дубль за клуб у третьому раунді Кубка ліги проти «Сандерленда» 20 вересня, перервавши серію з трьох ігор, в яких «Евертон» не забивав. Калверт-Льюїн підписав новий контракт з «Евертоном» 14 грудня, разом з молодими футболістами Джонджо Кенні та Мейсоном Голгейтом, за яким мав залишитись на «Гудісон Парк» до червня 2023 року
У сезоні 2017/18 Калверт-Льюїн став грати в основному складі «ірисок» вже більш регулярно: він провів 32 матчі в АПЛ і забив чотири голи, а також записав на свій рахунок чотири голи за «Евертон» в інших турнірах. У наступному сезоні нападнику знову вдалося збільшити кількість голів в Прем'єр-лізі: в 35 матчах він відправив у ворота суперників «ірисок» шість голів.
Проривним для нападника став сезон 2019/20: 7 грудня 2019 року він оформив свій перший дубль в АПЛ в ворота «Челсі» в матчі, який «Евертон» виграв з рахунком 3:1, а всього за турнір забив 13 голів в 36 матчах. З цим результатом він поряд з Рішарлісоном став найкращим бомбардиром команди в тому сезоні.
24 вересня 2019 року, у своєму 100-му матчі за «Евертон», Калверт-Льюїн забив обидва голи в матчі проти «Шеффілді Венсдей», головного опонента його рідного клубу «Шеффілд Юнайтед» — у третьому турі Кубка ліги. 6 березня, маючи 15 голів за 31 гру у сезоні, він підписав нову угоду, яка триватиме до червня 2025 року
13 вересня 2020 року він розпочав сезон 2020/21, забивши переможний гол у матчі проти «Тоттенгем Готспур» (1:0), а в наступному турі відзначився своїм першим хет-триком у Прем'єр-лізі у матчі проти «Вест-Бромвіч Альбіон» (5:2).
3 лютого 2024 року в поєдинку проти «Тоттенгем Готспур» провів свій ювілейний, 200-й матч за «Евертон» в Прем'єр-лізі.

## Міжнародна кар'єра
Калверт-Льюїн дебютував в збірній Англії до 20 років 1 вересня 2016 року в матчі проти Бразилії U20 (1:1), після чого у своєму другому матчі проти цієї ж команди через три дні забив перший гол (1:2). Пізніше він двічі забив Німеччині U20 та одного разу Сенегалу U20.
Калверт-Льюїн потрапив до складу команди на молодіжний чемпіонаті світу 2017 року у Південній Кореї, на якому забив два голи. При цьому перший з них був першим голом Англії на турнірі, забитим у матчі проти Аргентини, а другий став останнім для англійців, забитий у фіналі, коли вони обіграли Венесуелу з рахунком 1:0 і здобути трофей. Він приєднався до Джеффа Герста та Мартіна Пітерса як єдиних гравців Англії, які забили гол у фіналі чемпіонату світу.
27 травня 2019 року Калверт-Льюїн був включений до складу молодіжної збірної Англії на молодіжному чемпіонаті Європи 2019 року, де зіграв у двох матчах, але англійці не виграли жодної гри та не змогли вийти з групи.

## Статистика виступів
Станом на 19 вересня 2020
| Клуб                 | Сезон   | Ліга                 | Ліга | Ліга  | Кубок Англії | Кубок Англії | Кубок ліги | Кубок ліги | Інше | Інше  | Всього | Всього |
| Клуб                 | Сезон   | Дивізіон             | Ігор | Голів | Ігор         | Голів        | Ігор       | Голів      | Ігор | Голів | Ігор   | Голів  |
| -------------------- | ------- | -------------------- | ---- | ----- | ------------ | ------------ | ---------- | ---------- | ---- | ----- | ------ | ------ |
| «Шеффілд Юнайтед»    | 2013–14 | Перша ліга           | 0    | 0     | 0            | 0            | 0          | 0          | 0    | 0     | 0      | 0      |
| «Шеффілд Юнайтед»    | 2014–15 | Перша ліга           | 2    | 0     | 0            | 0            | 0          | 0          | 0    | 0     | 2      | 0      |
| «Шеффілд Юнайтед»    | 2015–16 | Перша ліга           | 9    | 0     | —            | —            | —          | —          | —    | —     | 9      | 0      |
| «Шеффілд Юнайтед»    | 2016–17 | Перша ліга           | 0    | 0     | —            | —            | 1          | 0          | 0    | 0     | 1      | 0      |
| «Шеффілд Юнайтед»    | Всього  | Всього               | 11   | 0     | 0            | 0            | 1          | 0          | 0    | 0     | 12     | 0      |
| «Стейлібрідж Селтік» | 2014–15 | Північна Конференція | 5    | 6     | —            | —            | —          | —          | —    | —     | 5      | 6      |
| «Нортгемптон Таун»   | 2015–16 | Друга ліга           | 20   | 5     | 2            | 1            | 2          | 1          | 2    | 1     | 26     | 8      |
| «Евертон»            | 2016–17 | Прем'єр-ліга         | 11   | 1     | 0            | 0            | —          | —          | —    | —     | 11     | 1      |
| «Евертон»            | 2017–18 | Прем'єр-ліга         | 32   | 4     | 1            | 0            | 2          | 3          | 9    | 1     | 44     | 8      |
| «Евертон»            | 2018–19 | Прем'єр-ліга         | 35   | 6     | 2            | 0            | 1          | 2          | —    | —     | 38     | 8      |
| «Евертон»            | 2019–20 | Прем'єр-ліга         | 36   | 13    | 1            | 0            | 4          | 2          | —    | —     | 41     | 15     |
| «Евертон»            | 2020–21 | Прем'єр-ліга         | 2    | 4     | 0            | 0            | 0          | 0          | —    | —     | 2      | 4      |
| «Евертон»            | Всього  | Всього               | 116  | 28    | 4            | 0            | 7          | 7          | 9    | 1     | 136    | 36     |
| Загалом              | Загалом | Загалом              | 152  | 39    | 6            | 1            | 10         | 8          | 11   | 2     | 179    | 50     |

1. ↑  Трофей Футбольної ліги
2. ↑  Ліга Європи УЄФА

## Досягнення
Англія U20
- Кубок світу до 20 років FIFA : 2017

Англія
- Віце-чемпіон Європи: 2020

Індивідуальний
- Молодий гравець року в Англії: 2018[49]